# Rhytidoponera trachypyx
Rhytidoponera trachypyx é uma espécie de formiga do gênero Rhytidoponera.